# Hlboké nad Váhom
Hlboké nad Váhom é um município no distrito de Bytča, situado na região de Žilina. Tem 5,36 km² de área e sua população em 2018 foi estimada em 936 habitantes. Foi citada pela primeira vez em documento oficial no ano de 1347.

## Demografia
| Ano:        | 1994 | 2004 | 2014   | 2024   |
| ----------- | ---- | ---- | ------ | ------ |
| Broj ljudi: | 0    | 915  | 952    | 953    |
| Razlika:    |      | –    | +4,04% | +0,10% |

| Ano:               | 2023 | 2024   |
| ------------------ | ---- | ------ |
| Número de pessoas: | 969  | 953    |
| Diferença:         |      | -1,65% |